# 敬和
敬和（1813年—？），又景和，字詩舲，号琴舫、寄舫，彥佳氏，满洲镶白旗人。清朝官员，进士出身。

## 生平
道光十九年（1839）己亥举人，道光二十年（1840年）庚子科联捷进士。历任礼部儀制司、主客司主政，詹事府左春坊左中允，道光二十五年乙巳科、二十七年丁未科会试同考官，山东全省运河道。
著《寄舫試帖初稿》二卷、《律賦初稿》一卷。门生有镶黄旗满洲、咸豐六年（1856年）丙辰科进士紹祺。

## 家族
- 世祖皂保（c.1630s-?）。
- 太高祖巴克散（c.1660s-?）。
- 高祖顏卜（c.1690s-?）。
- 曾祖常喜（c.1720s-?），乾隆三十九年（1774）库车办事大臣。
- 祖父穆克登布（c.1747-1810），嘉庆十四年江蘇按察使、嘉慶十五年浙江布政使（前任镶黄旗满洲高佳氏广厚）。
- 父嵩祿（字申斋，c.1770s-?），河南糧道，有《天香云舫诗草》。胞兄嵩山。
- 胞兄敬文（字廉階），贵州銅仁府知府、山东运河道，著有《红叶山樵诗草》、《紅葉山樵印譜》。嫡妻他他拉氏（他塔喇氏），庶妻盧氏、王氏、陳氏。其：
  - 子玉瓚（字绍莲，1833-?；生母陳氏），咸丰二年（1852）壬子科举人（隶镶白旗满洲穆精阿佐领下）。妻他塔喇氏（父正蓝旗满洲毓量，祖父嘉慶辛酉科進士秀堃；堂姊他塔喇氏继配嫁正蓝旗汉军进士胡俊章）。玉瓚在京参加胡俊章主持的“绚秋诗社”，并与俊章（榜名多春）系咸丰二年壬子顺天乡试同榜，其诗作录入胡俊章辑《春明诗课汇选》。
  - 女彥佳氏，嫁镶蓝旗满洲什勒氏春壽（胞兄道光十五年（1835年）乙未科進士春熙 (道光十五年進士)；胞兄道光乙未科進士春輅，妻畢魯氏（父鑲黃旗滿洲、安徽徽州府同知文忠），其子咸豐乙卯科舉人瑞昌娶高佳氏（父鑲黃旗滿洲、道光己丑科進士福淳，属文渊阁大学士高斌之弟高鈺 (清朝)家族后代；高斌的胞侄文华殿大学士高晋，胞侄女高佳氏系正蓝旗汉军进士胡氏吉惠 (道光进士)的高祖母、进士胡俊章的太高祖母））。
  - 女彥佳氏，嫁宗室奕均（父貝子綿勲，祖父永松，曾祖画家弘旿，高祖諴恪親王允祕即康熙帝第二十四子）。
  - 女彥佳氏，嫁內務府正白旗滿洲輝發納喇氏官保（父恒山；祖父恩吉，內務府銀庫郎中、熱河總管、杭州織造、粵海關監督、淮安關監督）。
  - 女彥佳氏，嫁鑲黃旗滿洲、工部主事書書覺羅氏桂徵（父湖廣道、山西道監察御史福謙；姑母書書覺羅氏继配嫁内务府镶黄旗满洲、嘉慶十四年（1809年）己巳恩科进士完顏麟慶，姑母書書覺羅氏嫁宗室安壽（父宗室惠恩，胞叔文莊公禧恩，祖父睿恭親王淳穎，曾祖(追)睿恪親王如松））。
  - 女彥佳氏，嫁内务府镶黄旗满洲阿哈覺羅氏世奎（父文俊，胞叔馬蘭鎮總兵兼總管內務府大臣誠靖公文謙，祖父羅克明額，曾祖常德，高祖百萬（又柏萬）；姑母阿哈覺羅氏嫁内务府镶黄旗满洲、道光三十年（1850年）庚戌科进士文勤公完顏崇實；始祖松吉納，“鑲黄旗包衣松吉納，長白山地方人，原任膳房總領。……長孫三保現任䕶軍叅領。曾孫柏萬現任筆帖式”（载《八旗滿洲氏族通譜》卷18）），
- 胞兄成瑞（字輯軒，1792-？），迪化直隶州（迪化府）知州（在任1837-1845）、陝西潼商道，参加乌鲁木齐的“定舫诗社”，著有《薜荔山莊詩文稿》（道光二十四年刊本，道光二年壬午恩科進士黃濬 (道光進士)（号壶舟）序；黃濬曾谪戍乌鲁木齐，与时任迪化州知州成瑞结交唱和，有《壶舟诗存》，林则徐序；成瑞为亲家、内务府正黄旗汉军进士云麟有诗“癸卯七月招诸友陪云兰舫观察讌集城东雷氏水榭”，成瑞的迪化州知州继任、鑲黃旗滿洲呢瑪察氏舒通阿亦与云麟系亲家），辑《春云集》六卷（道光十九年刻本，此书包含家庭成员的诗集：嵩禄《天香云舫诗草》、嵩年《竹素园诗草》、敬文《红叶山樵诗草》、敬训《丛兰山馆诗草》、成瑞《薜荔山庄诗草》、刘培元《西亭诗草》）。妻唐氏。其：
  - 长子玉符，病卒于四川石砫縣任上（今重庆石柱土家族自治县）。
  - 次子玉树。妻邱氏（父内务府正黄旗汉军、嘉庆十九年（1814年）甲戌科进士云麟，祖叔父乾隆四十三年戊戌科进士德生；堂叔道光六年丙戌科进士景星，其女邱氏二继嫁正蓝旗汉军进士胡俊章）。
  - 女彥佳氏玉茗，原配嫁鑲藍旗满洲佐领、兵部郎中宗室鍾霖（父嘉慶己巳進士、熱河都統宗室惟勤；胞兄泰寧鎮總兵兼总管內務府大臣宗室鍾岱，妻薩克察氏（父正藍旗滿洲、鑲白旗漢軍副都統常恒）；胞姊爱新觉罗氏嫁鑲黃旗蒙古額爾德特氏同福，其子同治戊辰科進士錫珍）。
- 胞兄敬訓（字香林），著《叢蘭山館詩草》一卷。敬豫。
- 子玉聯。
- 女彥佳氏，嫁覺羅崇俊（父镶蓝旗汉军副都统覺羅海昌，养祖父知府覺羅成善，生祖父覺羅成玉，曾祖戶部郎中覺羅常靈，高祖寧夏將軍恪靖公觉罗永泰，先祖覺羅包朗阿即清兴祖福满第五子；胞兄覺羅崇啓，继妻馬佳氏（父正黃旗滿洲、正白旗滿洲副都統穆輅，高祖武烈公和起；胞姊馬佳氏嫁宗室福釗，其父道光癸卯科舉人宗室載宜，祖父奉恩鎮國公奕顥））。